# Do Amor e Outros Demônios
Do Amor e Outros Dêmônios (Del amor y otros demonios) é um romance do escritor colombiano, premiado com o Nobel de Literatura, Gabriel García Márquez de 1994.

## Argumento
Predefinição:Cuidado! contém spoiler
Tudo começa quando Gabriel García Márquez fica encarregado de uma reportagem em Cartagena, no ano de 1949. Ao cobrir a remoção das criptas funerárias do convento de Santa Clara, o então jovem jornalista depara-se com um caixão que abriga uma ossada com cabelos de aproximadamente 22 metros. Mesmo informado de que esse fato não é incomum, Márquez relaciona o fato a uma lenda que sua avó contava, sobre uma marquesinha venerada no Caribe por ser considerada milagrosa e que havia sido mordida por um cachorro e morrido de raiva. A marquesinha possuía uma cabeleira "que se arrastava como a cauda de um vestido de noiva".
Anos depois, agora um escritor de sucesso, Márquez cria uma história para a menina que se passa há 200 anos em territórios sul americanos. A menina Sierva Maria Todos los Ángeles, filha do Marquês de Casalduero é mordida por um cachorro com raiva. Rejeitada pelos pais desde pequena, a menina havia sido criada entre os escravos e só depois desse incidente o pai começa a dar mais valor a ela. Recorre-se a curandeiros, feiticeiros, bruxas, tudo para retirar o diabo do corpo dela.
Ao chegar nos ouvidos do Santo Ofício, o Marquês é pressionado a deixar a filha dele em um convento, para ser ajudada pelos "obreiros" de Deus. A criança é encarcerada e, ao chegar, estranhos acontecimentos acontecem, até que ela passa a receber a ajuda do Padre Cayetano Delaura, que a princípio só queria ajudar a garota. Mas logo a ajuda transforma-se em amor.
O padre é descoberto e impedido de ver a garota, e então ela morre de amor,sozinha, em uma cela, e ele é mandado para um hospital para cuidar de leprosos, desejando contrair a doença e morrer, o que não acontece, fazendo com que ele viva longos anos sofrendo.
Predefinição:Portal-literatura